# Нигер (штат)
Нигер (англ. Niger) — штат в центрально-западной части Нигерии. Крупнейший по площади и 13 по населению штат Нигерии. Административный центр штата — город Минна.

## История
Был образован 3 февраля 1976 года. На территории штата действуют законы шариата, хотя проживает немалое количество христиан.
В штате проживает народ дукава, разговаривающий на языке хун-сааре.

## Административное деление
Административно штат делится на 25 ТМУ:
- Агайе
- Agwara
- Бида
- Borgu
- Bosso
- Chanchaga
- Edati
- Gbako
- Gurara
- Катча
- Kontagora
- Lapai
- Lavun
- Magama
- Mariga
- Mashegu
- Mokwa
- Munya
- Paikoro
- Rafi
- Rijau
- Shiroro
- Суледжа
- Tafa
- Wushishi

## Экономика
Нигер — сельскохозяйственный штат Нигерии. Около 70% площади штата приходится на пахотные и обрабатываемые земли.
На территории Нигера расположены три гидроэлектростанции.
В штате ведется добыча таких полезных ископаемых, как золото, тальк, каолин, танталит, гранит, мрамор, медь и свинец.